# Талди (Кегенський район)
Та́лди (каз. Талды) — село у складі Кегенського району Алматинської області Казахстану. Входить до складу Ширганацького сільського округу.
Населення — 333 особи (2021; 467 у 2009, 428 у 1999, 486 у 1989).